# Rallye Estland 2025
Die Rallye Estland (offiziell Delfi Rally Estonia 2025) war der 8. Lauf zur FIA-Rallye-Weltmeisterschaft 2025. Sie dauerte vom 17. bis zum 20. Juli 2025 und es wurden insgesamt 20 Wertungsprüfungen (WP) gefahren.

## Bericht
Im Rally1-Fahrzeug standen Oliver Solberg und Beifahrer Elliott Edmondson nur gerade zwei Testtage zur Verfügung, um sich mit dem Toyota GR Yaris Rally1 auf die Rallye Estland vorzubereiten. Dann legte Solberg eine fehlerfreie Rallye hin und gewann bei seinem Comeback in der obersten Rallye-Klasse zum ersten Mal einen Weltmeisterschaftslauf. Mit neun gewonnenen Wertungsprüfungen (WP) fuhr Solberg nach über zwei Jahren nach seinem letzten Rally1-Einsatz, damals für Hyundai, in Estland als Sieger über die Ziellinie. Außerdem bescherte er Toyota den 100. Sieg in der WRC. Schon am Freitag übernahm Solberg die Führung in der Gesamtwertung und er gab diese bis am Sonntag im Ziel nicht mehr ab. Er distanzierte Ott Tänak im Hyundai mit über 25 Sekunden Vorsprung. Tänak hatte immer wieder Abstimmungsprobleme und am Samstag machte er einen kleinen Fahrfehler. Schließlich kämpfte der Einheimische Tänak mit seinem Teamkollegen Thierry Neuville um den zweiten Platz. Neuville bekam nach einem Frühstart bei WP 18 eine 10-Sekunden-Strafe, aber auch ohne diese hätte er Tänak in der Gesamtwertung nicht mehr überholen können.
Tänak übernahm nach dieser Rallye von Elfyn Evens (Toyota) die Führung in der Fahrer-Weltmeisterschaft mit einem Punkt Vorsprung.

## Meldeliste
| Nr.                 | Fahrer           | Co-Pilot          | Auto                   |
| ------------------- | ---------------- | ----------------- | ---------------------- |
| WRC-Klasse (Rally1) |                  |                   |                        |
| 1                   | Thierry Neuville | Martijn Wydaeghe  | Hyundai i20 N Rally1   |
| 5                   | Sami Pajari      | Marko Salminen    | Toyota GR Yaris Rally1 |
| 8                   | Ott Tänak        | Martin Järveoja   | Hyundai i20 N Rally1   |
| 13                  | Grégoire Munster | Louis Louka       | Ford Puma Rally1       |
| 16                  | Adrien Fourmaux  | Alexandre Coria   | Hyundai i20 N Rally1   |
| 18                  | Takamoto Katsuta | Aaron Johnston    | Toyota GR Yaris Rally1 |
| 22                  | Mārtiņš Sesks    | Renārs Francis    | Ford Puma Rally1       |
| 33                  | Elfyn Evans      | Scott Martin      | Toyota GR Yaris Rally1 |
| 55                  | Josh McErlean    | Eoin Treacy       | Ford Puma Rally1       |
| 69                  | Kalle Rovanperä  | Jonne Halttunen   | Toyota GR Yaris Rally1 |
| 99                  | Oliver Solberg   | Elliott Edmondson | Toyota GR Yaris Rally1 |

Anmerkung: Insgesamt haben sich 37 Fahrzeuge in verschiedenen Klassen eingeschrieben.

## Klassifikationen

### Endergebnis
| Position     | Position     | Nr. | Fahrer           | Co-Pilot          | Auto                   | Zeit      | Rückstand | Punkte | Punkte  | Punkte     | Punkte |
| Gesamt       | Rally1       | Nr. | Fahrer           | Co-Pilot          | Auto                   | Zeit      | Rückstand | Gesamt | Sonntag | Powerstage | Total  |
| ------------ | ------------ | --- | ---------------- | ----------------- | ---------------------- | --------- | --------- | ------ | ------- | ---------- | ------ |
| 1            | 1            | 8   | Oliver Solberg   | Elliott Edmondson | Toyota GR Yaris Rally1 | 4:12:20.1 |           | 25     | 5       | 3          | 33     |
| 2            | 2            | 8   | Ott Tänak        | Martin Järveoja   | Hyundai i20 N Rally1   | 4:37:00.3 | 0:25.2    | 17     | 3       | 4          | 24     |
| 3            | 3            | 1   | Thierry Neuville | Martijn Wydaeghe  | Hyundai i20 N Rally1   | 2:37:23.4 | 0:48.3    | 15     | 1       | 2          | 18     |
| 4            | 4            | 69  | Kalle Rovanperä  | Jonne Halttunen   | Toyota GR Yaris Rally1 | 2:37:30.7 | 0:55.6    | 12     | 4       | 5          | 21     |
| 5            | 5            | 16  | Adrien Fourmaux  | Alexandre Coria   | Hyundai i20 N Rally1   | 2:38:08.1 | 1:33.0    | 10     | 0       | 0          | 10     |
| 6            | 6            | 33  | Elfyn Evans      | Scott Martin      | Toyota GR Yaris Rally1 | 2:38:18.5 | 1:43.4    | 8      | 2       | 1          | 11     |
| 7            | 7            | 5   | Sami Pajari      | Marko Salminen    | Toyota GR Yaris Rally1 | 2:39:30.7 | 2:55.6    | 6      | 0       | 0          | 6      |
| 8            | 8            | 22  | Mārtiņš Sesks    | Renārs Francis    | Ford Puma Rally1       | 2:40:11.1 | 3:36.0    | 4      | 0       | 0          | 4      |
| 9            | 9            | 55  | Josh McErlean    | Eoin Treacy       | Ford Puma Rally1       | 2:42:04.9 | 5:29.8    | 2      | 0       | 0          | 2      |
| 10           | 10           | 13  | Grégoire Munster | Louis Louka       | Ford Puma Rally1       | 2:42:32.6 | 5:57.5    | 1      | 0       | 0          | 1      |
| Ausfall WP20 | Ausfall WP20 | 18  | Takamoto Katsuta | Aaron Johnston    | Toyota GR Yaris Rally1 | Defekt    | Defekt    | 0      | 0       | 0          | 0      |

### WRC2 Rally2
| Pos. | Nr. | Fahrer         | Co-Pilot       | Auto                   | Zeit      | Rückstand | Punkte |
| ---- | --- | -------------- | -------------- | ---------------------- | --------- | --------- | ------ |
| 1    | 44  | Robert Virves  | Jakko Viilo    | Škoda Fabia RS Rally2  | 2:45:18.5 |           | 25     |
| 2    | 34  | Georg Linnamäe | James Morgan   | Toyota GR Yaris Rally2 | 2:45:36.9 | 0:18.4    | 17     |
| 3    | 21  | Roope Korhonen | Anssi Viinikka | Toyota GR Yaris Rally2 | 2:46:07.9 | 0:49.4    | 15     |

Anmerkung: Insgesamt haben sich 30 Fahrzeuge von 37 gestarteten klassiert.

## Wertungsprüfungen
(MESZ Berlin, Wien, Bern)
| Datum    | Start         | Nr.  | WP                     | Länge            | Gewinner                                                                             | Zeit                                    | Leader           |
| -------- | ------------- | ---- | ---------------------- | ---------------- | ------------------------------------------------------------------------------------ | --------------------------------------- | ---------------- |
| 17. Juli | 08:01         | —    | Kastre (Shakedown)     | 4,08 km          | Kalle Rovanperä                                                                      | 01:56.3                                 |                  |
| 17. Juli | 19:05         | WP1  | Tartu vald 1           | 1,76 km          | Thierry Neuville                                                                     | 01:42.9                                 | Thierry Neuville |
| 17. Juli | 19:30 – 19:45 |      | Service A, Raadi       | Service A, Raadi | Service A, Raadi                                                                     | Service A, Raadi                        | Thierry Neuville |
| 18. Juli | 08:16         | WP2  | Peipsiääre 1           | 24,35 km         | Oliver Solberg                                                                       | 13:09.0                                 | Oliver Solberg   |
| 18. Juli | 09:09         | WP3  | Mustvee 1              | 11,37 km         | Ott Tänak                                                                            | 05:54.1                                 | Oliver Solberg   |
| 18. Juli | 10:53         | WP4  | Peipsiääre 2           | 24,35 km         | Oliver Solberg                                                                       | 12:57.6                                 | Oliver Solberg   |
| 18. Juli | 11:46         | WP5  | Mustvee 2              | 11,37 km         | Ott Tänak                                                                            | 05:46.7                                 | Oliver Solberg   |
| 18. Juli | 13:01 – 13:41 |      | Service B, Raadi       | Service B, Raadi | Service B, Raadi                                                                     | Service B, Raadi                        | Oliver Solberg   |
| 18. Juli | 14:44         | WP6  | Kambja 1               | 23,74 km         | Adrien Fourmaux                                                                      | 12:51.6                                 | Oliver Solberg   |
| 18. Juli | 17:04         | WP7  | Kambja 2               | 23,74 km         | Oliver Solberg                                                                       | 12:36.7                                 | Oliver Solberg   |
| 18. Juli | 18:15         | WP8  | Elva Linn              | 1,72 km          | Thierry Neuville                                                                     | 01:26.3                                 | Oliver Solberg   |
| 18. Juli | 19:35 – 20:20 |      | Service C, Raadi       | Service C, Raadi | Service C, Raadi                                                                     | Service C, Raadi                        | Oliver Solberg   |
| 19. Juli | 07:23         | WP9  | Raanitsa 1             | 21,45 km         | Oliver Solberg                                                                       | 10:06.2                                 | Oliver Solberg   |
| 19. Juli | 08:16         | WP10 | Kanepi 1               | 17,43 km         | Oliver Solberg                                                                       | 08:21.2                                 | Oliver Solberg   |
| 19. Juli | 09:54         | WP11 | Raanitsa 2             | 21,45 km         | Oliver Solberg                                                                       | 09:57.0                                 | Oliver Solberg   |
| 19. Juli | 10:47         | WP12 | Kanepi 2               | 17,43 km         | Ott Tänak                                                                            | 08:15.2                                 | Oliver Solberg   |
| 19. Juli | 12:22 – 13:02 |      | Service D, Raadi       | Service D, Raadi | Service D, Raadi                                                                     | Service D, Raadi                        | Oliver Solberg   |
| 19. Juli | 11:05         | WP13 | Otepää 1               | 11,15 km         | Thierry Neuville                                                                     | 05:43.2                                 | Oliver Solberg   |
| 19. Juli | 15:00         | WP14 | Karaski 1              | 11,97 km         | Ott Tänak                                                                            | 05:56.3                                 | Oliver Solberg   |
| 19. Juli | 16:35         | WP15 | Otepää 2               | 11,15 km         | Oliver Solberg                                                                       | 05:37.4                                 | Oliver Solberg   |
| 19. Juli | 17:30         | WP16 | Karaski 2              | 11,97 km         | Ott Tänak                                                                            | 05:50.4                                 | Oliver Solberg   |
| 19. Juli | 18:51         | WP18 | Tartu vald 2           | 1,76 km          | Thierry Neuville                                                                     | 01:41.8                                 | Oliver Solberg   |
| 19. Juli | 19:26 – 20:11 |      | Service E, Raadi       | Service E, Raadi | Service E, Raadi                                                                     | Service E, Raadi                        | Oliver Solberg   |
| 20. Juli | 08:39         | WP18 | Hellenurme             | 11,79 km         | Oliver Solberg                                                                       | 05:46.0                                 | Oliver Solberg   |
| 20. Juli | 09:35         | WP19 | Kääriku 1              | 24,20 km         | Oliver Solberg                                                                       | 11:28.7                                 | Oliver Solberg   |
| 20. Juli | 12:15         | WP20 | Kääriku 2 (Powerstage) | 24,20 km         | 1. Kalle Rovanperä 2. Ott Tänak 3. Oliver Solberg 4. Thierry Neuville 5. Elfyn Evans | 11:12.5 11:13.9 11:15.0 11:15.1 11:15.8 | Oliver Solberg   |